# Dalal Abu Amneh
Dalal Ghazi Muhammad Abu Amneh (en árabe: دلال غازي محمد أبو آمنة‎; Nazaret, 1983) es una cantante, productora y doctora investigadora palestina en el campo de la neurofisiología, graduada en la Technion - Instituto Tecnológico de Israel.

## Biografía
Abu Amneh nació en 1983 en la ciudad de Nazaret en el Distrito Norte de Israel. Comenzó a cantar en 1987 a la edad de cuatro años, cuando participó en el concurso Spring Princess y ganó el título con la canción «Maryam Maryamti». A la edad de dieciséis años, ya era conocida por su elaborada interpretación de canciones auténticas y papeles antiguos, además de su interpretación de canciones de herencia palestina y levantina. Los grandes músicos del mundo árabe, como Salah Al-Sharnoubi y Assala, elogiaron su voz, que en su opinión combina autenticidad y modernidad.
Es conocida por presentar arte humano comprometido y trabajar para desarrollar el arte palestino de modo que preserve su originalidad, por un lado, y estimule a la generación joven y al oyente occidental, por otro, como medio para consolidar la identidad palestina y apoyar la causa del pueblo palestino.
Ha participado en importantes festivales árabes e internacionales, como el Festival de Jerash y el Festival de Música Árabe en la Ópera Egipcia. Representó a Palestina en varias operetas árabes, como la opereta Tierra de los Profetas 2012 y la opereta Freedom Call 2014. También participa permanentemente en veladas culturales y artísticas a nivel local, árabe e internacional. Además de su participación en su propia banda, es la cantante principal de la orquesta internacional MESTO, a través de la cual presenta canciones de herencia árabe y palestina, acompañada de músicos occidentales, con arreglos orquestales por todo el mundo.
Ha publicado varias canciones que han ganado gran popularidad, como «Yo soy mi corazón y mi alma es tu sacrificio» en 2001, con letra de Adnan Abbasi, compuesta por el artista Alaa Azzam, distribuida por Habib Shehadeh y grabada en Karem Matar. Khalini Fei Balak Studios en 2003, además ha publicados dos álbumes: «Karim Ya Ramadan» (2007) y «On My Country» (2013), un álbum que habla de Palestina en sus diversos aspectos y en gran una variedad de estilos líricos. Una de sus canciones fue «Ain Al-Majra», que estuvo en la lista de las canciones más exitosas de la radio, y la canción «Bakrah Jadeed», que estuvo entre las cinco canciones seleccionadas en el Festival Internacional Euromed de 2006.
En 2022, rechazó una invitación para actuar en la Expo de Dubái debido a la normalización de las relaciones de los Emiratos Árabes Unidos e Israel.
Fue arrestada el 16 de octubre de 2023 por la policía de Israel en su casa de Nazaret después de publicar en sus redes sociales «Wala ghaliba illa Allah» («No hay más vencedor que Alá»), lema del Emirato de Granada, junto con un emoji de una bandera palestina. Según la policía israelí la publicación era un discurso de odio que incitaba a la violencia. El incidente se produjo poco después del ataque de Hamás contra Israel del 7 de octubre de 2023. Fue liberada el 18 de octubre de 2023, puesta bajo arresto domiciliario durante cinco días y se le ordenó no hacer más publicaciones en las redes sociales sobre la guerra durante 45 días. Los cargos en su contra fueron posteriormente desestimados por un juez israelí.
Abu Amneh afirmó que el mensaje expresaba su fe y no tenía la intención de favorecer a un lado u otro en el conflicto, y que su equipo de redes sociales agregó el emoji de la bandera palestina a la publicación sin su conocimiento. Desde de que la publicación se volvió viral, ella y su familia fueron objeto de amenazas de muerte y, desde finales de octubre, de protestas nocturnas frente a su casa en Afula. A las protestas asistió el alcalde de Afula y miembros de la policía local.

## Vida personal
Abu Amneh se identifica como pacifista y partidaria del sufismo, una tradición mística del Islam. Creció en una comunidad mixta palestina y judía en Israel y habla con fluidez hebreo y árabe. Está casada con Anan Abbasi, oftalmólogo y subdirector del Centro Médico HaEmek y tiene dos hijos.

## Premios y honores
Abu Amna, ha sido honrada en decenas de festivales en Palestina y en el mundo árabe por su papel en el apoyo a numerosas causas humanitarias: 
- Contribuir a la preservación del patrimonio artístico en el mundo árabe, en el Festival de la Unión de Radiodifusión de los Estados Árabes en Túnez, 2015.
- Mujer palestina modelo en el Festival Palestino de Houston, 2015.
- Mejor Personalidad Artística de Palestina por la Fundación Dama de la Tierra , 2016.
- Mejores figuras femeninas de Palestina por el Ministerio de Cultura de Palestina, 2017.